# روویانو (ایتالیا)
روویانو (به ایتالیایی: Ruviano) یک کومونه در ایتالیا است که در استان کسرتا واقع شده است. روویانو ۲۴٫۴ کیلومتر مربع مساحت و ۱٬۸۳۹ نفر جمعیت دارد و ۸۰ متر بالاتر از سطح دریا واقع شده است.